# برج بالقاري
برج بلقاري هو برج حصن بُني في القرن السابع عشر كجزء من الأسوار الدفاعية لقصبة السلطان مولاي إسماعيل في مدينة مكناس المغربية، يضم البرج متحف الفخار منذ عام 2003.

## مجموعات المتحف

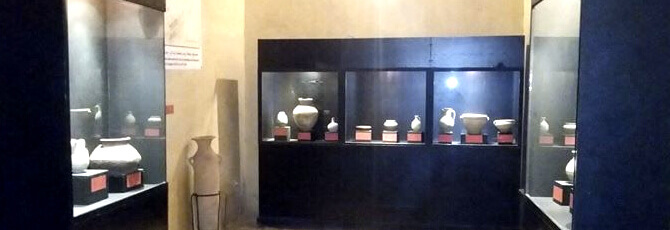
داخل متحف الفخار في برج بلقاري، مكناس.

يضم المتحف مجموعات فخارية جُمعت من مناطق جبال الريف مرتبة في مجموعات كرونولوجية وموضوعية، وإدوات تصنيع فخار الريف من فترة ما قبل التاريخ حتى الوقت الحاضر، تتكون المجموعة الدائمة من فخار ما قبل التاريخ، وفخار وإسلامي، وفخار من مناطق جغرافية مختلفة في المغرب. يعرض القسم الأول تاريخ خزفيات الريف وفترات ما قبل الريف موزعة في ثلاث قاعات، أما القسم الثاني فهو مخصص بالكامل لورش الفخار الحالية والقديمة، حيث يعرض الفخار والخزف من خمس مناطق (زرهون، ومكناس، وواد لاو ووزان وسليس، وكريات با محمد وتسول).